# Onni Rajasaari
Onni Rafael Rajasaari (* 2. März 1910 in Hanko; † 12. November 1994 ebenda) war ein finnischer Leichtathlet. Bei einer Körpergröße von 1,74 m betrug sein Wettkampfgewicht 69 kg.
Bei den Olympischen Spielen 1932 wurde Onni Rajasaari mit 14,15 Meter Elfter im Dreisprung. Mit 14,74 Meter gewann er bei den Europameisterschaften 1934 in Turin Bronze, 15 Zentimeter hinter dem Sieger Willem Peters aus den Niederlanden.
In Berlin bei den Olympischen Spielen 1936 scheiterte er im Weitsprung in der Qualifikation. Im Dreisprung wurde er mit 14,59 Meter Dreizehnter. Bei den Europameisterschaften 1938 in Paris gewann Rajasaari mit 15,32 Meter, Zweiter wurde sein Landsmann Jouko Norén mit 14,95 Meter.
Onni Rajasaari war finnischer Meister im Dreisprung von 1933 bis 1939 und im Weitsprung 1938. Im Dreisprung startete er 1945 letztmals und wurde noch einmal Vierter der finnischen Meisterschaft. Seine Bestleistung im Dreisprung wurde nie als Europarekord anerkannt, war aber von 1939 bis 1956 finnischer Rekord.

## Bestleistungen
- Weitsprung: 7,05 Meter (1936)
- Dreisprung: 15,52 Meter (1939)